# Reims-Cessna F406
 (novembre 2019).
Si vous disposez d'ouvrages ou d'articles de référence ou si vous connaissez des sites web de qualité traitant du thème abordé ici, merci de compléter l'article en donnant les références utiles à sa vérifiabilité et en les liant à la section « Notes et références ».
Dimensions
Le Reims-Cessna F406 Caravan II est un biturbopropulseur conçu et construit par la société française Reims Aviation sur la base du Cessna C404 en coopération avec Cessna.
De mars 2010 au 25 mars 2014, cet avion était proposé sous le nouveau nom GECI Aviation filiale de GECI International. Cet avion non pressurisé de 12 places, équipé d'un train rentrant, est une évolution du Cessna 404 Titan dont le premier vol remontait à 1975. Reims Aviation, dans sa version Surmar, a positionné le F406 essentiellement sur le marché des missions de surveillance maritime (SURNAV : pollution, zones de pêche, etc.) et sur celui de la photographie aérienne.
En mars 2014 ASI Aviation, associé au groupe chinois Aviation Industry Corporation of China et sa filiale américaine Continental Motors, rachète Reims Aviation et devient titulaire du certificat type de l'avion. En collaboration avec cette dernière, ASI Aviation relance la production aux États-Unis du F406, avec de nouvelles modifications et options.
Parmi les utilisateurs du F406 de surveillance, on peut citer les douanes françaises, les douanes australiennes, les garde-côtes grecs et la surveillance des zones de pêche d'Écosse.
Une version Commuter est utilisée pour le transport fret-passagers à la demande. L'opérateur allemand Air-taxi Europe, par exemple, utilise deux F406.

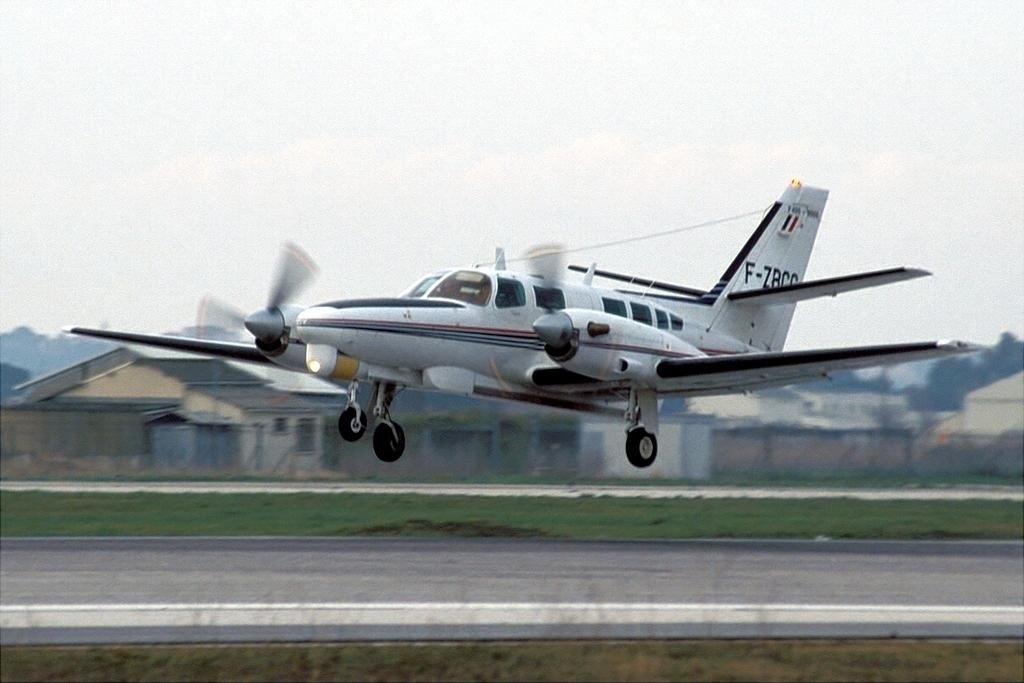
F406 Tanzanairs
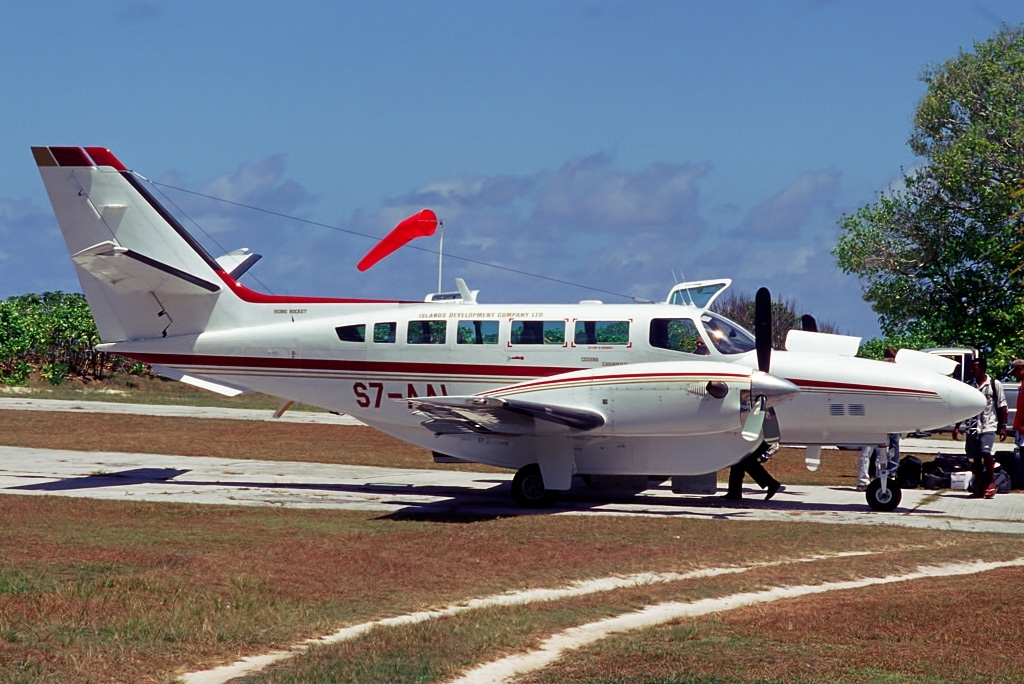
F406 Islands Development Company
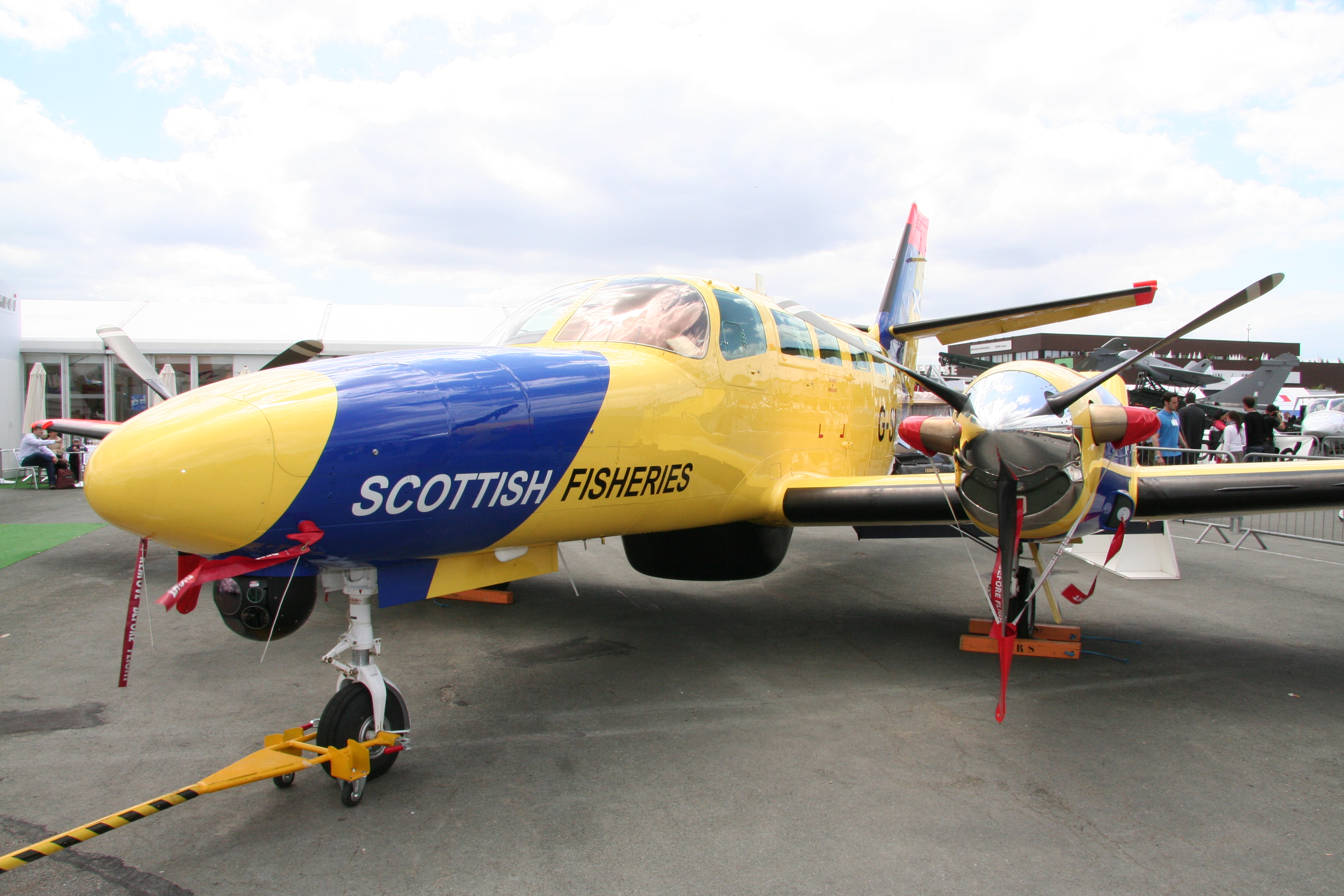
F406 des gardes-côtes écossais
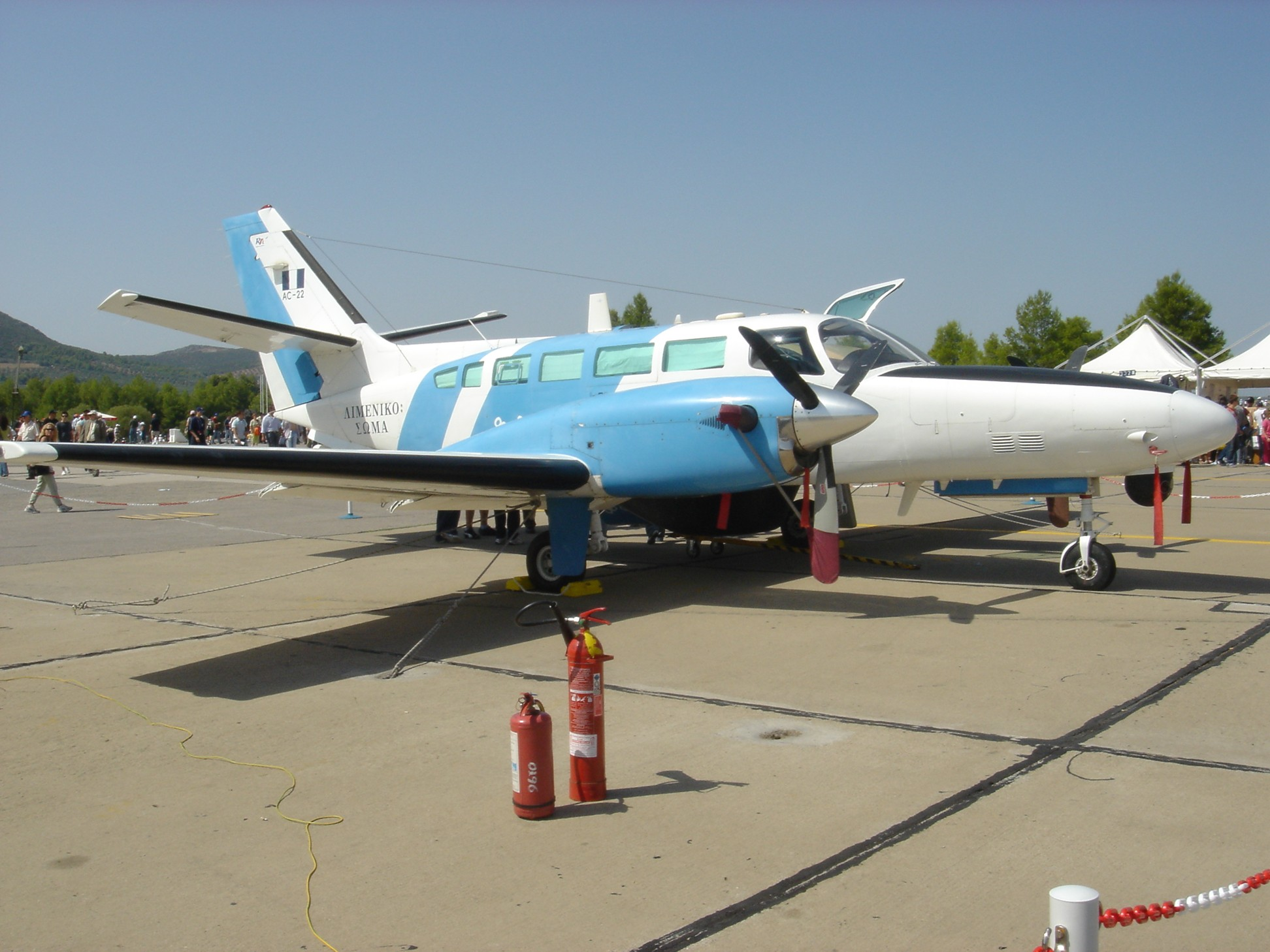
F406 des gardes-côtes grecs
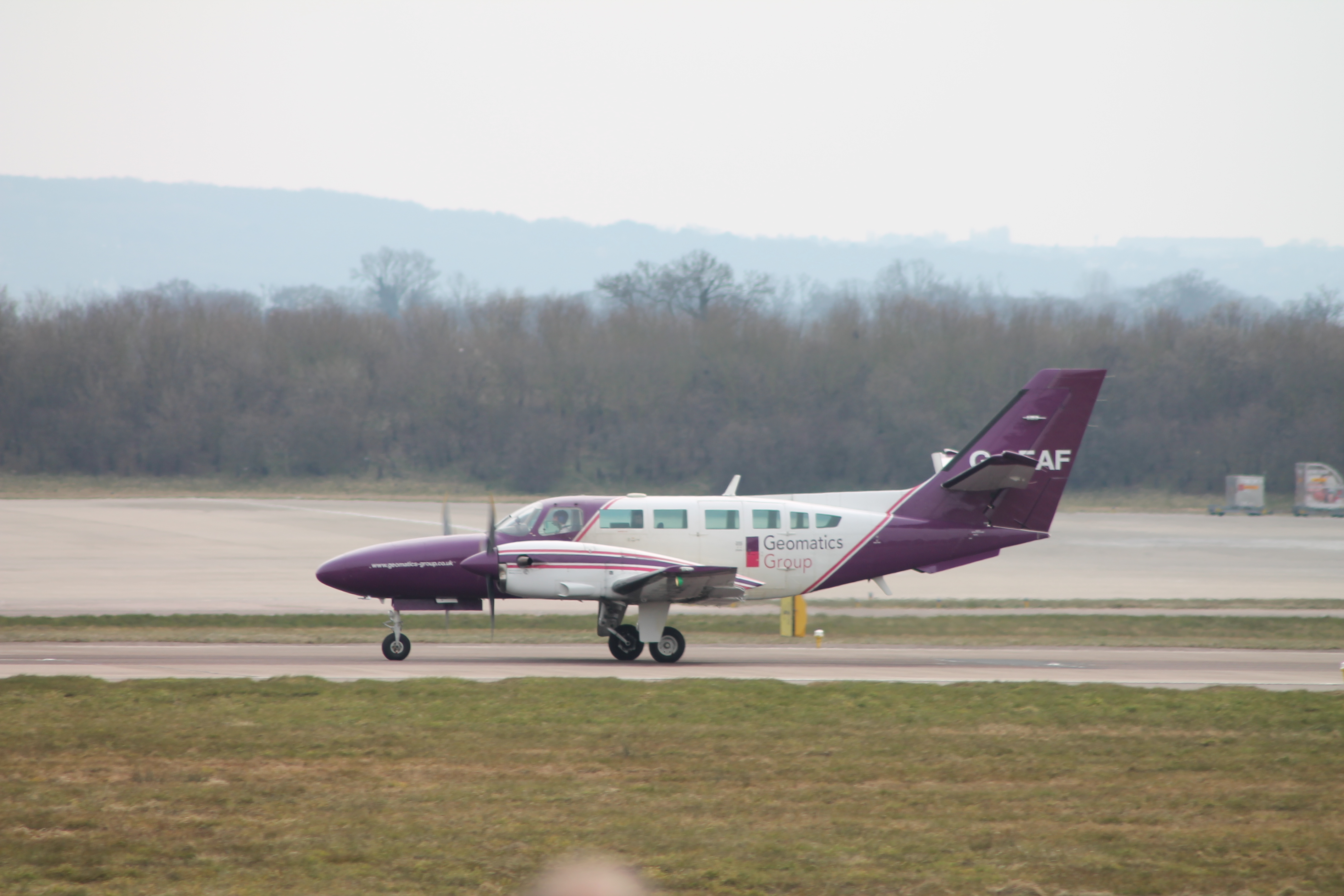
F406 G-LEAF